# Balciuniszki
Balciuniszki (lit. Balčiūniškės) − wieś na Litwie, w rejonie wileńskim, 4 km na północ od Duksztów, zamieszkana przez 15 ludzi. Przed II wojną światową w Polsce, w powiecie wileńsko-trockim województwa wileńskiego.